# Jensen Ridge
Jensen Ridge ist ein kurviger Gebirgskamm auf Signy Island im Archipel der Südlichen Orkneyinseln. Er erstreckt sich vom Foca Point bis zum Jane Col. 
Das UK Antarctic Place-Names Committee benannte ihn 1991 nach dem Gullik Anton Jensen (1901–1982), Kapitän des norwegischen Walfängers Strombus, der zwischen 1935 und 1936 die Gewässer um Signy Island angesteuert hatte.